# Trogloconcha ohashii
Trogloconcha ohashii is een slakkensoort uit de familie van de Larocheidae. De wetenschappelijke naam van de soort is voor het eerst geldig gepubliceerd in 2002 door Kase & Kano.